# 栗山利安
栗山利安（1550年—1631年9月10日）是日本戰國時代至江戶時代前期武將。黑田氏第一家老。黑田二十四騎、黑田八虎之一。通稱善助。官位是備後守。
作為黑田孝高的股肱家臣而受到深厚信任，在家臣中位列第一，被稱為一老。兒子是造成黑田騒動而有名的利章。

## 生平
在天文19年（1550年）出生。在永祿8年（1565年）夏天開始成為播磨國的黑田孝高的側近。初陣是永祿12年（1569年）的青山土器山合戰，在此戰中獲得2個首級。天正6年（1578年），孝高為了說服背叛織田信長的荒木村重而進入有岡城卻被捕捉時，利安把孝高救出（有岡城之戰）。
孝高在豐臣政權下成為豐前中津的領主，於是利安一口氣從2百石加增5千8百石而得到6千石。
文祿2年（1593年），主君孝高隱居，於是仕於其子長政並參加朝鮮出兵，在晉州城之戰中立下功績。在慶長5年（1600年）的關原之戰中與黑田如水（孝高）一同向豐後國出兵並與西軍的大友義統戰鬥（石垣原之戰）而立下武功。戰後，長政被移封至筑前福岡藩，於是被賜予1萬5千石所領。此時兒子利章亦得到另外3千3百石，於是成為合計差不多2萬石的大名。
在元和3年（1617年）把家督讓予兒子利章並隱居。
寬永8年（1631年）8月13日早上，因為生病和高齢的關係，負責看護的人們都來到床邊照顧。此時利安張開眼並說「牽馬，準備鐵砲啊。敵人馬上就出動了。在這座山上以鐵砲射擊啊。敵人騎馬來的話就佈陣迎擊。看著我的指揮，不要慌亂要靜靜地前進」（馬をひけ、鉄砲を用意せよ。あれに敵が出たぞ。あの山に鉄砲を上げて撃たせよ。敵の騎馬が来たら、折り敷いて迎え撃て。わしの采配を見て、慌てず静々とかかれ）。周圍的人相當驚訝並回答「遵命」（かしこまりました），利安在床上，一天內五度說出相同的說話，終於在8月14日的夜裡死去。享年82歲。
而在死前那件事，人們都對此感嘆「不斷考慮軍陣的事情，連夢話都是說要防備敵人。實在是大剛之人，有著奇特的思考阿」（絶えず軍陣の事を考え、敵に備えていた事がこの譫言でわかる。大剛の人、奇特な一念かな）。

## 人物
- 黑田孝高的股肱家臣，在仕於孝高期間立下11次在戰場的功名。5次勇猛的戰鬥，6次負責指揮。

- 福岡藩的第一家老、2萬石的大名。勇名亦廣為人知，但是利安在路上遇到誰人都會下馬並打招呼，從來沒有試過失禮，亦是個寡默的人。完全沒有驕傲的性格，會在聽聞下人生活拮据後把金銀給他們。在福岡藩時代共借出1百貫匁。

- 受到黑田孝高恩顧的利安曾說「我仕於先君（孝高）3年，最初只是一個足輕。那是最高興的時候。接著在19歲時，初次被賞賜知行地83石，並被賜予馬匹等東西時，非常感激這樣好的待遇。接著受賜豐前6千石，移到筑前時受賜1萬5千石，但是都不認為這是怎樣多的恩情，連感謝的動力都失去了。試想這種事時，人類這樣的東西都會認為自己比其他人優越，年輕人都不要忘記最初的心，不能不多加注意阿」。

- 與黑田家臣母里友信是義兄弟。

## 登場作品
影視劇
- 国盜物語（日语：国盗り物語 (NHK大河ドラマ)）（1973年、NHK大河劇、演：岩下浩）
- 戰國疾風傳 二人軍師（日语：戦国疾風伝 二人の軍師 秀吉に天下を獲らせた男たち）（2011年、TX、演：林泰文）
- 軍師官兵衛（2014年、NHK大河劇、演：濱田岳）